# Charlie Glass

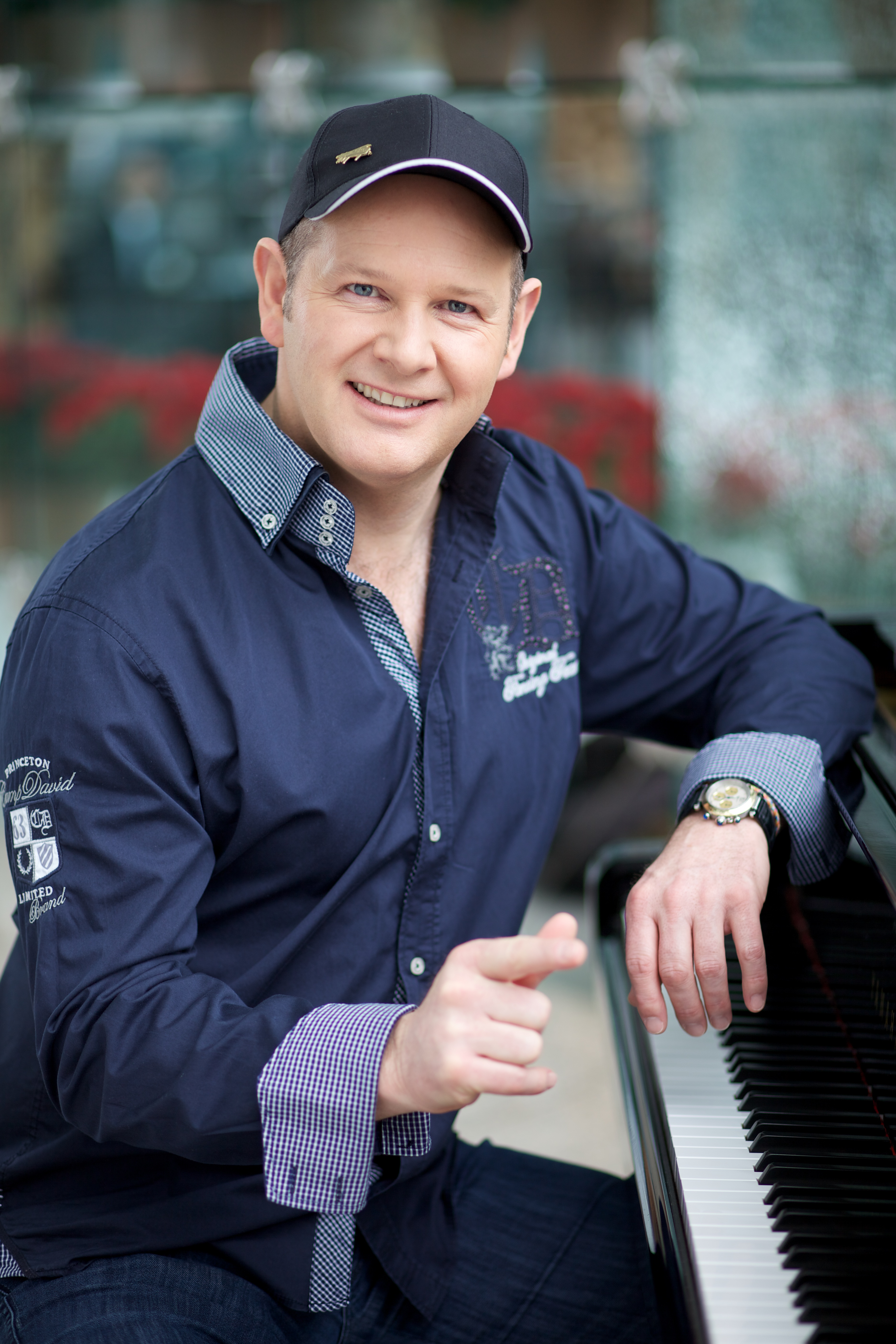
Charlie Glass am Klavier

Charlie Glass (* 30. Januar 1967 als Karl Jürgen Glas in München) ist ein deutscher Pianist, Sänger, Komponist und Musikproduzent. Als Solo-Pianist und Sänger interpretiert und komponiert Glass populäres Repertoire sowie Jazz und Rocksongs. Seit 1985 veröffentlichte er Solo-Alben, sowie Musikproduktionen, darunter auch die Sony-Music-Serie Charlie Glass’ Kinder Lieder.

## Leben
Glass war erster und einziger Sohn des Künstlerehepaares Clarissa und Charlie Glas (Künstlername). Seine Mutter Maria geb. Kaspar, (* 1927 in Eggenfelden) war klassische Tänzerin. Sein Vater, bürgerlicher Name: Karl Georg Glas (* 1920 in Freising), war Sänger, Gitarrist und Komponist. Charlie Glass’ Eltern tourten als Gesangsduo 20 Jahre durch Europa. Nach Charlies Geburt beendeten sie ihre aktive musikalische Karriere. In seiner Kindheit wurde im Münchner Elternhaus viel musiziert und seine Eltern begannen das musikalische Interesse ihres Sohnes intensiv zu fördern. Im Alter von sechs Jahren begann seine Klavierausbildung mit täglichem Unterricht. Bester Freund seiner Eltern war der Pianist und Big-Band-Leader Joe Wick (Entdecker von Max Greger sen.), welcher den jungen Charlie über zehn Jahre am Klavier unterrichtete. Mit 15 Jahren spielte Charlie mit deutlich älteren Musikern in einer Showband und verdiente das erste Geld mit Musik. Als Teenie schrieb er permanent Songs und träumte davon, diese irgendwann auf Schallplatte aufzunehmen. Produzent und Sänger Fancy (Tess Teiges) engagierte Charlie 1984 im Alter von 17 Jahren als Keyboarder und Arrangeur für seine Studio-Projekte. Mit einem Jahresvertrag verpflichtete Josef Schörghuber den jungen Pianisten und Sänger 1985 für sein Hotel Arabella in München. Kurz darauf folgte der erste Schallplattenvertrag bei Zyx Records und aus Karl Jürgen Glas wurde Charlie Glass.
Zwischen 1985 und 2020 spielte Charlie Glass als Solo Pianist mit Gesang, zahlreiche internationale Veranstaltungen und Konzerte.
Charlie Glass lebt am Ammersee, ist verheiratet und hat zwei Söhne.

## Wirken
Er baute 1985 im Elternhaus ein kleines Tonstudio und arrangierte für Grant Miller und Linda Joe Rizzo.
1986 erschien das Solo Debüt: Charlie G. – Llama lamor ZYX Music. Glass komponierte 1988 für Fancy den Chart-Hit Fools Cry Platz 3 Media Control ZDF Hitparade. Ebenso arrangierte und spielte er für Wolfgang Fierek im eigenen Studio das gleichnamige Album ein. Charlie Glass gründete und produzierte 1989 das Projekt Jam Tronik. Another Day in Paradise (Komponist Phil Collins) platzierte sich auf Rang 17 der deutschen Charts, in England erreichte die Single Top 20. Mit Bernd Meinunger komponierte er 1990 für das brasilianisch-bayerische Duo Isarflimmern das Lied Mauerblümchen. Hans R. Beierlein nahm den Act unter Vertrag und ließ von Glass ein Album produzieren. Isarflimmern wurde Dauergast in der RTL-Show Heimatmelodie, der Goldenen Hitparade der Volksmusik sowie im ZDF. 1991 arrangierte Charlie Glass für Udo Jürgens Marathon-Mann (Ariola), 1992 den Dance-Klassiker Stand by Me für Jam Tronik. Die Disco-Version Jam Troniks von Meat Loafs Ballade  I’d Do Anything for Love erreichte 1994 in Österreich Platz 15.
1995 erfolgte die Gründung des eigenen Tonträgerlabels Golden Grammophon. Das Solo-Projekt I’ll Love You the Rest of My Life Josephine wurde veröffentlicht (Radio Franken Platz 1). Glass wechselte 1996 zu G.I.B. Music. Es erschienen die drei CDs Garden of Eden, The Moment und Beautiful. Gemeinsam mit Armin Haberkorn produzierte Glass 1999 für Drafi Deutschers Mixed Emotions Bring Back (EMI), ebenso arrangierte er Just for You für das Album (Deutsche Longplay-Charts Platz 27). Auch für den Eurovision Song Contest (ARD) komponierte Glass 2000 ein Lied: We Can Move a Mountain erreichte Platz 5 im Deutschland-Entscheid. Countdown Grand Prix 2000 Jupiter Records, Ralph Siegel. Dieter Thomas Heck präsentierte im ZDF den neuen Song der Jacob Sisters, Männer, Männer, Männer (Musik und Text: Charlie Glass Hamid Varzi). Für die Künstlerin Eartha Kitt arrangierte er 2001 Were Is My Man und für die Magier Siegfried & Roy (Las Vegas) komponierte er den Soundtrack The Secret Galerie Zyx. Das eigene Singer-Songwriter-Album Ladies World erschien 2002 auf Golden Grammophon Records. 
Nach zwei Jahren Bauzeit eröffnete Charlie Glass 2005 die Stardust-Tonstudios am Ammersee. Glass komponiert und produziert Corporate-Songs für Unternehmen aus der Wirtschaft. Es entstanden Melodien für Kreissparkassen, Bayerische Landesbank, Unicredit Bank, LV 1871 Lebensversicherung, Südchemie, Caterpillar Zeppelin, Bosch, K&L Ruppert, SAF-Holland, Fregate Island (Seychellen), Bio Hotel Stanglwirt, Andechser Natur. Charlie Glass, Textdichter Robert Jung und Alex Prechtl schrieben 2008 zur 750-Jahr-Feier ein Lied für München. Roberto Blanco interpretierte den Song: München das heißt... Das Label Golden Grammophon etablierte sich 2010 auf dem digitalen Musikmarkt. Im Eigenvertrieb erreichten Glass und sein Produktionspartner Alex Prechtl 2011 mit dem Klavier-Projekt Kinder Lieder Platz 1 der iTunes-Charts (Musik für Kinder). Das Projekt wurde ausgezeichnet mit dem German Kids Award in Gold.
Seit 2013 ist Charlie Glass bei Sony Music unter Vertrag. Elf CDs und ein Doppel-Album sind bislang erschienen. Auf den Alben The Ultimate Piano Lounge und Piano – Die 40 schönsten Songs am Klavier interpretierte Charlie Glass große Pop- und Jazz-Klassiker solistisch mit Gesang am Flügel. Big City Bar (Warner) veröffentlichte Nera & Charlie mit dem Lounge-Walz Better Now. Seit 2015 produzierten Glass und Alex Prechtl für die Kinderserie Lena, Felix & die Kita-Kids (Sony Europa Family Entertainment). Das Projekt wurde 2020 vom Bundesverband Musikindustrie mit 3-fach-Gold ausgezeichnet.

## Diskografie
- Llama L’amor, Single, 1987
- Pianococktail, Album MC, CGM, 1987
- I’ll Love You the Rest of My Life (Josephine), Single, Golden Grammophon, 1995
- Garden of Eden, Single, G.I.B. Music, 1995
- The Moment, Single, G.I.B. Music, 1996
- Beautiful, Single, G.I.B. Music, 1996
- Living in a Ladies World, Album, Golden Grammophon, 2002
- Essence – My Piano and Me, Album, Golden Grammophon, 2006
- This Golden Ring, Single, Golden Grammophon, 2010
- Piano Gold, Album, Golden Grammophon, 2011
- Young Years, Album, Golden Grammophon, 2010
- Piano Gold 2, Album, Golden Grammophon, 2012
- Piano Welthits, Doppel Album, Ganser
- Merry Christmas, Frohe Weihnacht, Album, Golden Grammophon, 2012
- The Ultimate Piano Lounge 1, Album, Golden Grammophon, 2013
- Die 30 schönsten Kinderlieder Teil 1, Album, Sony Music Family Entertainment, 2013
- Die 30 schönsten Kinderlieder Teil 2, Album, Sony Music Family Entertainment, 2013
- Die 30 schönsten Kinderlieder Teil 3, Album, Sony Music Family Entertainment, 2013
- Die schönsten Spiel und Bewegungslieder, Album, Sony Music Family Entertainment, 2013
- Die schönsten Schlaflieder, Album, Sony Music Family Entertainment, 2013
- Die 30 schönsten Weihnachtslieder für Kinder, Album, Sony Music Family Entertainment, 2013 (DE: Platin (Kids-Award))[1]
- Die schönsten Osterlieder, Album, Sony Music Family Entertainment, 2013
- 4 the Good Guys, Album, The Good Guys, 2014
- Die schönsten Sprach und Lernlieder, Album, Sony Music Family Entertainment, 2015
- Die 60 schönsten Kinderlieder, Album, Sony Music Family Entertainment, 2013
- Die schönsten Lieder durch das Jahr, Album, Sony Music Family Entertainment, 2017
- Piano Solo – Instrumental am Klavier, Album, Golden Grammophon, 2018
- Die 30 schönsten Herbst- und Laternenlieder, Album, Sony Music Family Entertainment, 2018
- PIANO – Die 40 schönsten Songs am Klavier, Doppel Album, Golden Grammophon, 2018
- For the good Guys, Vol.2, Album, The good guys, 2019
- Kind der Erde, Single, Golden Grammophon, 2019
- Die 30 coolsten Kinderlieder, Album, Sony Music Family Entertainment, 2020
- Liederreise um den Globus, Album, Sony Music Family Entertainment, 2021
- Charlie Glass’s Disco Club Hits of the 80s & 90s, Album, Golden Grammophon, 2021
- The Greatest Piano Songs & Instrumentals, Doppel Album, Charlie Glass Music, 2021
- Jenseits der Zeit, Single, Charlie Glass Music, 2021
- Zeit, Single, Golden Grammophon, 2022
- Die 30 schönsten Weihnachtslieder, Album – Teil 2, Sony Music Europa Family Entertainment, 2022
- Zeit, Album, Golden Grammophon, 2023
- Die 20 tollsten Kinderlieder, Album, Sony Music Europa Family Entertainment, 2023
- Glück, Single, Golden Grammophon, 2023
- Bis zu den Sternen, Single, Golden Grammophon, 2023
- Die schönsten Glaubens- und Kirchenlieder für Groß und Klein, Album, Sony Music Europa Family Entertainment, 2023
- Dein Lied, Single, Golden Grammophon, 2024
- Magische Kinderlieder, Album, Sony Music Europa Family Entertainment, 2024
- Die schönsten Kinderlieder für Babys, Album, Sony Music Europa Family Entertainment, 2024
- Schatten deiner selbst, Single, Golden Grammophon, 2025
- Die schönsten Tierlieder, Album, Sony Music Europa Family Entertainment, 2025